# Енн-Кіо Бріґґс
Енн-Кіо Бріґґс (інакше пишеться Аннкіо Бріґґс, нар. 29 липня 1952 року, Англія) - нігерійська активістка з охорони навколишнього середовища та прав людини англійського походження. Вона є засновницею та директором неурядової організації Agape Birthrights. Станом на 2011 рік вона була речницею Республіканської асамблеї Іджау (IRA), а також Стратегії безпеки енергетичного розвитку дельти Нігеру (UNDEDSS).

## Раннє життя та освіта
Бріґґс народилася 29 липня 1952 року в Англії в сім'ї матері-британки та морського інженера походенням із іджау. Коли вона була зовсім маленькою, її взяли жити до бабусі по батьковій лінії. Саме вона разом із батьком виховувала її в Абоннемі, штат Ріверс. Перебуваючи там, вона закінчила початкову школу і для отримання середньої освіти вступила до школи для дівчаток Holy Rosary у Порт-Гаркорті. З (1967 по 1970) її академічні навчання були зупинені громадянською війною, і після її закінчення Бріґґс переїхала з родиною до Англії, де вивчала маркетинг. Під час перебування в Англії Бріґґс вийшла заміж. У неї з чоловіком було четверо дітей. Але вони розлучилися в 1998 році. Окрім своєї рідної калабарі, Бріґґс вільно володіє мовою ігбо, а також розмовляє англійською мовою підгін.

## Кар'єра
У 1998 році, після кількох років у Європі, вона повернулася в дельту Нігеру і заснувала Agape Birthrights, неурядову та неприбуткову організацію зі штаб-квартирою в штаті Ріверс. Через свою організацію Бріґґс допомогла деяким районам, що розвиваються, задокументовувати очищення від розливу нафти та боротьбу з несправедливістю та маргіналізацією. На міжнародному рівні вона також співпрацює з іншими організаціями в країні та за кордоном.

## Зовнішні посилання
- Веб-сайт Agape Birthrights